# BUSSTOPS

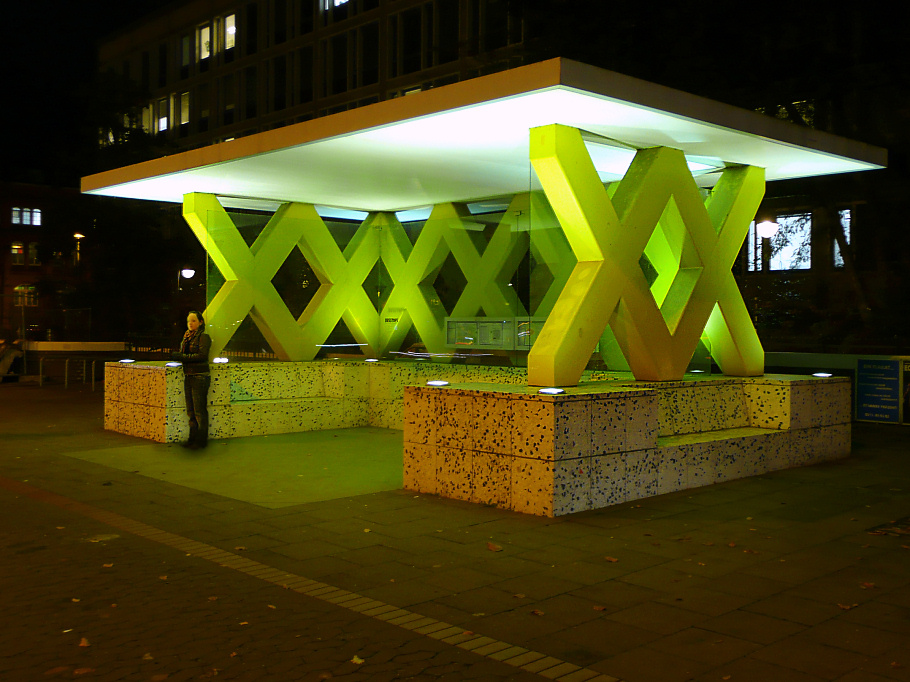
Haltestelle am Königsworther Platz von Ettore Sottsass

BUSSTOPS in Hannover ist ein Kunstprojekt mit ursprünglich zwölf halboffenen Wartehäuschen für Stadtbahnen und Stadtbusse der üstra. Es war Teil eines Projektes zu Kunst im öffentlichen Raum zwischen 1990 und 1994 und entstand auf Initiative der Stiftung Niedersachsen in Zusammenarbeit mit der üstra und Toto-Lotto Niedersachsen. Ausgeführt wurde das Design-Projekt von international renommierten Architekten und Designern. Der Auftrag an die Künstler lautete, Kunst als außergewöhnlichen Teil einer gewöhnlichen Dienstleistung zu schaffen.

## Die Haltestellen
Es wurden insgesamt zwölf Unterstände an neun verschiedenen Haltestellen errichtet. Drei Haltestellen (Steintor, Leinaustraße, Nieschlagstraße) haben jeweils zwei Häuschen für beide Fahrtrichtungen erhalten. An der Haltestelle Congress Centrum hielten ausschließlich Stadtbahnen, an weiteren zwei Haltestellen (Leinaustraße und Nieschlagstraße) halten sowohl Bahnen als auch Busse. Die übrigen fünf Haltestellen werden nur von Bussen angefahren.

### Steintor

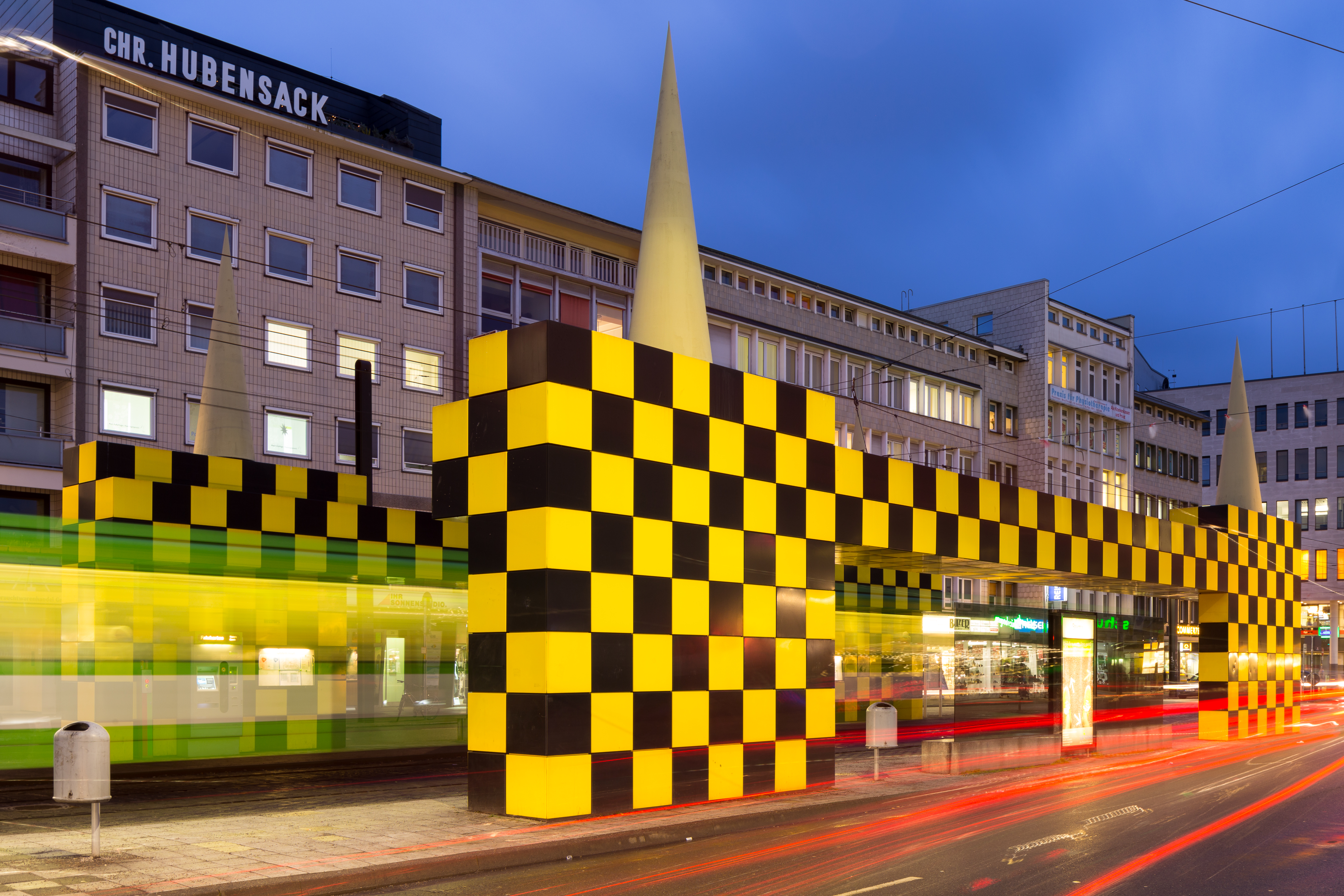
Haltestelle Steintor

Am Steintor schuf der italienische Architekt Alessandro Mendini an der oberirdischen Haltestelle der Stadtbahnlinien 10 und 17 zwei schwarz-gelb karierte Quader mit goldenen Hütchen (Lage). In Sichtweite befindet sich das Anzeiger-Hochhaus. Die Station liegt in der Kurt-Schumacher-Straße in der Innenstadt am Rande der Fußgängerzone. Die Umgebung ist geprägt durch großstädtische Einkaufsstraßen.
Die Stadtbahnhaltestelle wurde 2018 in die Münzstraße verlegt, um eine bessere Umstiegsmöglichkeit zur U-Bahn-Station Steintor zu schaffen. Die beiden Haltestellenhäuschen wurden in der Kurt-Schumacher-Straße an den Straßenrand versetzt und dienen den Buslinien 128 und 134.

### Leinaustraße

Haltestelle Leinaustraße

Der Design-Professor Andreas Brandolini entwarf für die Haltestelle der Stadtbahnlinie 10 und der Buslinie 700 zwei gleichartige Haltestellenhäuschen für beide Fahrtrichtungen, deren Dächer bepflanzt worden sind (Lage). Die Haltestelle befindet sich in der zur Fußgängerzone ausgewiesenen Limmerstraße in einem zentrumsnahen Wohnviertel in Linden-Nord. Unmittelbar an der Haltestelle befindet sich das traditionsreiche Apollo-Kino. Durch die Bepflanzung wird ein Kontrast zur städtischen Bebauung der Limmerstraße geschaffen.

### Nieschlagstraße

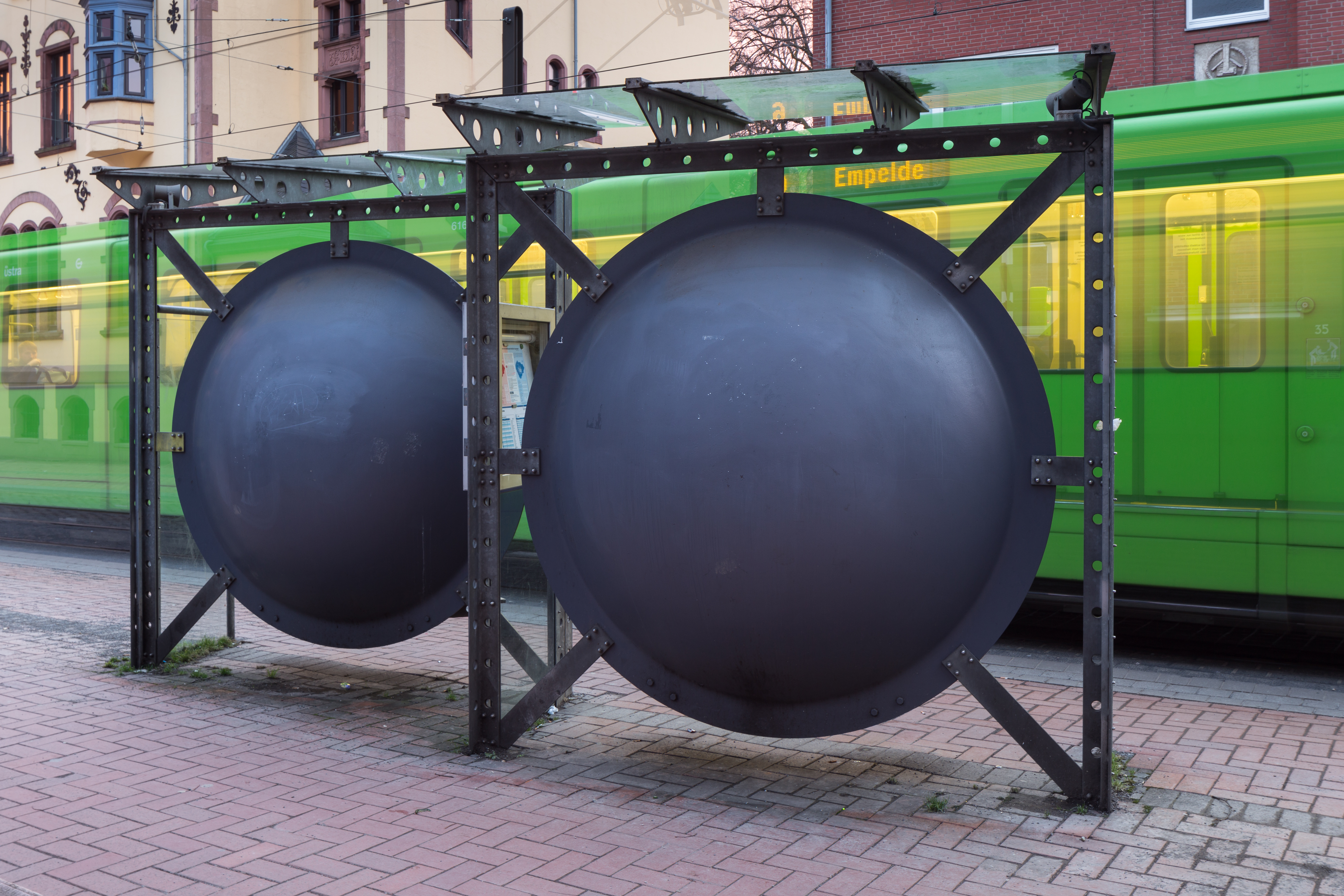
Haltestelle Nieschlagstraße

Der Kölner Design-Professor Wolfgang Laubersheimer stattete die Haltestelle der Stadtbahnlinie 9 und der Bus-Ringlinie 100/200 mit zwei Häuschen aus, an denen je zwei große metallene Kugelkalotten angebracht wurden (Lage). Die Häuschen stehen entsprechend der Lage der Richtungshaltestellen etwas versetzt zueinander und nicht direkt gegenüber. Die Kalotten wurden dabei auf die Kalotten des anderen Häuschens ausgerichtet. Daraus ergibt sich ein akustischer Effekt: Wenn man auf der einen Seite in eine Schale spricht, ist dies auf der gegenüber liegenden Seite zu hören. Die Haltestelle liegt in der Fußgängerzone eines Wohnviertels in Linden-Mitte. Die Umgebung ist geprägt durch Gründerzeitbebauung.

### Königsworther Platz
Am Königsworther Platz entwarf der italienische Architekt und Designer Ettore Sottsass für die Bushaltestelle der Linie 100 an der gleichnamigen U-Bahn-Station der Linien 4 und 5 ein Häuschen, dessen Seiten aus acht großen gelben Kreuzen bestehen (Lage). Die jeweils als Paar (XX) gruppierten Kreuze sollen für das 20. Jahrhundert stehen. Durch das ebene Dach entsteht der Eindruck eines Tisches. Die Haltestelle befindet sich an einem verkehrlich stark frequentierten Platz.

### Maschsee/Sprengelmuseum

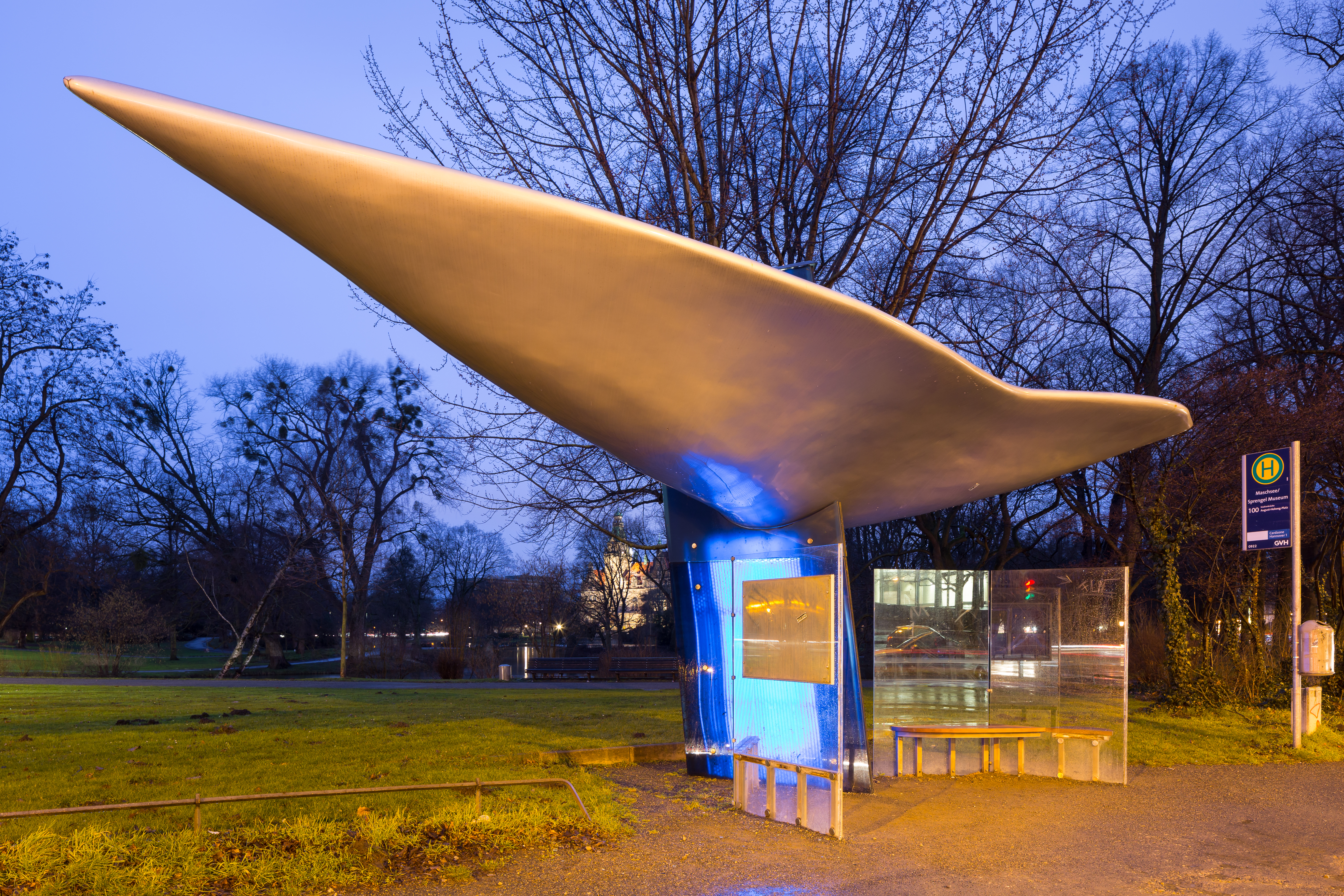
Haltestelle Maschsee / Sprengel Museum

Die Berliner Avantgarde-Künstlerin Heike Mühlhaus schuf für die Haltestelle der Buslinie 100 ein Dach in Form einer zwölf Meter breiten Walflosse (Fluke) (Lage). Sie liegt im Maschpark gegenüber dem Sprengelmuseum. Die Umgebung der Haltestelle ist geprägt durch die Grünanlagen des Maschparks und die Nähe des Maschsees.

### Hannover Congress Centrum

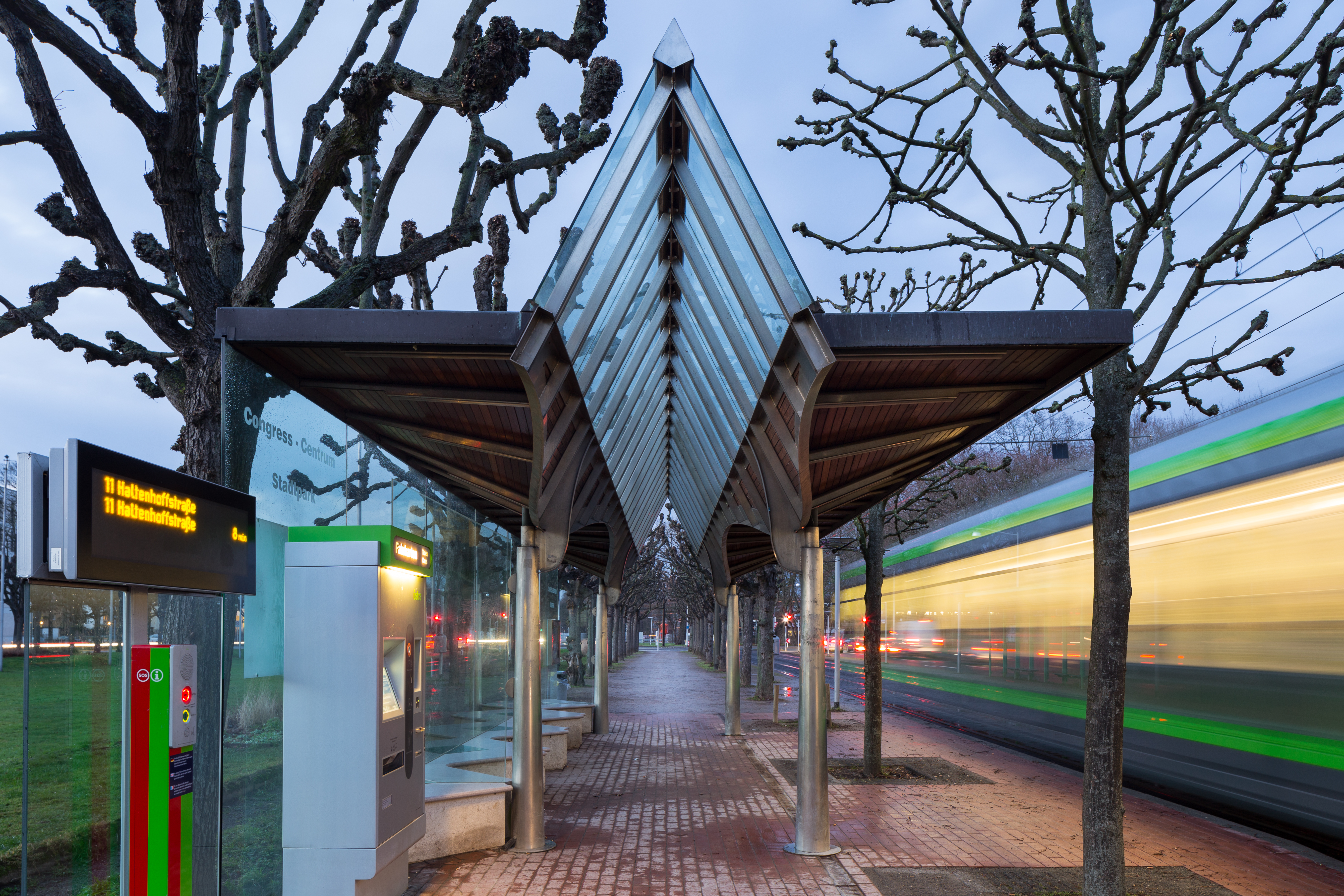
Die seit 2020 nicht mehr vorhandene Haltestelle Hannover Congress Centrum, 2016

Der aus Barcelona stammende Architekt und Maler Óscar Tusquets Blanca baute für die Haltestelle in Richtung Süden am Congress Centrum im Stadtteil Zoo ein Pagodendach aus Glas und Metall (Lage). Der Unterstand war eingebettet in eine Laubenallee. Die Umgebung wird neben dem Congress Centrum geprägt von der nahen Eilenriede auf der einen Seite und dem ovalen Theodor-Heuss-Platz auf der anderen Seite. Die Haltestelle wird von der Stadtbahnlinie 11 Richtung Innenstadt bedient. Bei den Bauarbeiten für den im November 2020 eröffneten Hochbahnsteig wurde der Unterstand entfernt.

### Braunschweiger Platz

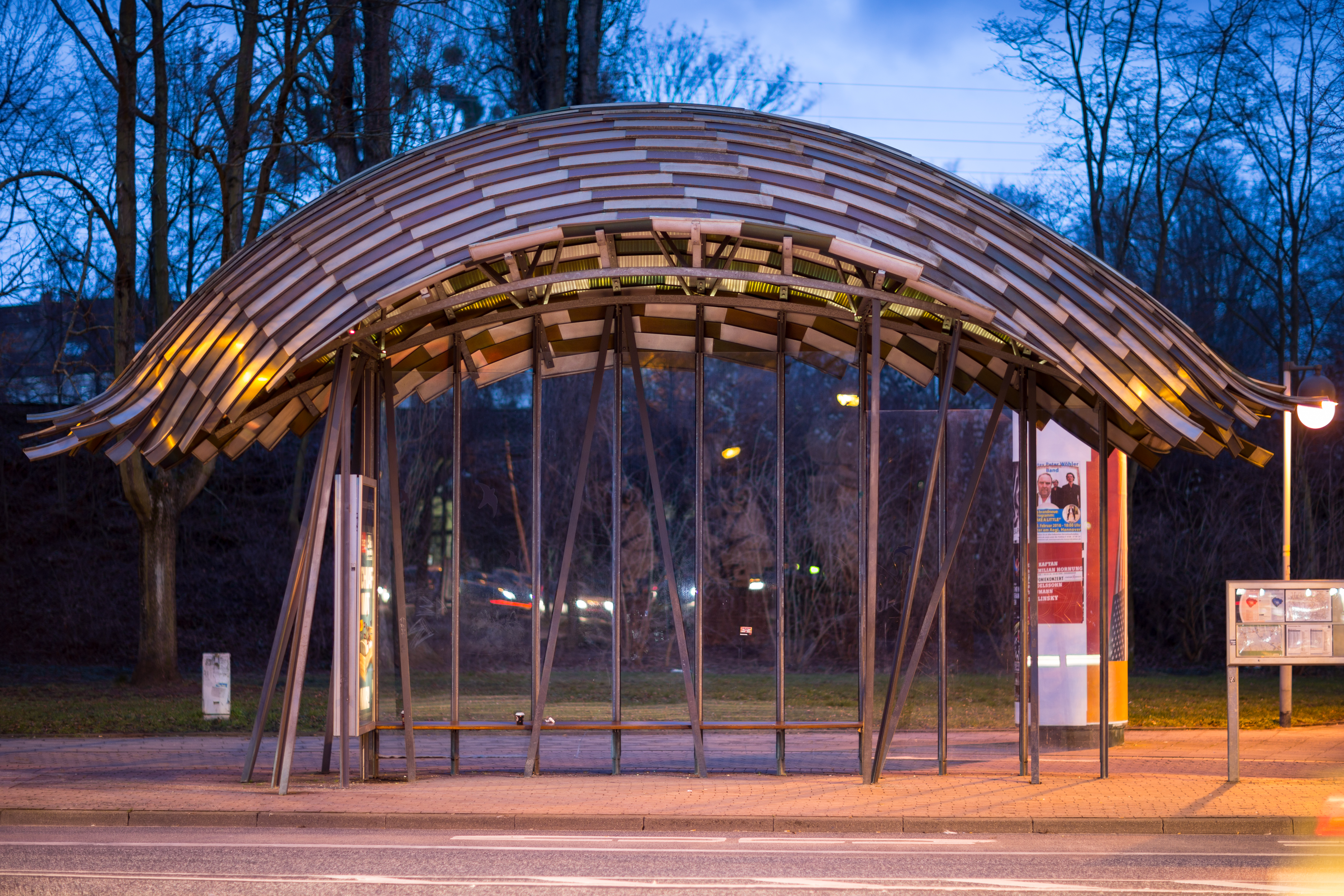
Haltestelle Braunschweiger Platz

Frank O. Gehry schuf ein aus rechteckigen grünen und weißen Schuppen bestehendes Häuschen, das an einen Reptilienpanzer erinnert (Lage). Es steht an der stadtauswärtigen Haltestelle. Hier halten die Buslinien 128 und 134 und bieten eine Umsteigemöglichkeit in die gleichnamige U-Bahn-Station der Linien 4, 5, 6 und 11. Der Braunschweiger Platz befindet sich im Stadtteil Bult am Beginn der nach Kleefeld führenden Hans-Böckler-Allee. Er wird geprägt durch die Tierärztliche Hochschule und neue Bürobebauung.
Von Gehry stammt der Gehry-Tower der Üstra in der Goethestraße.

### Aegidientorplatz

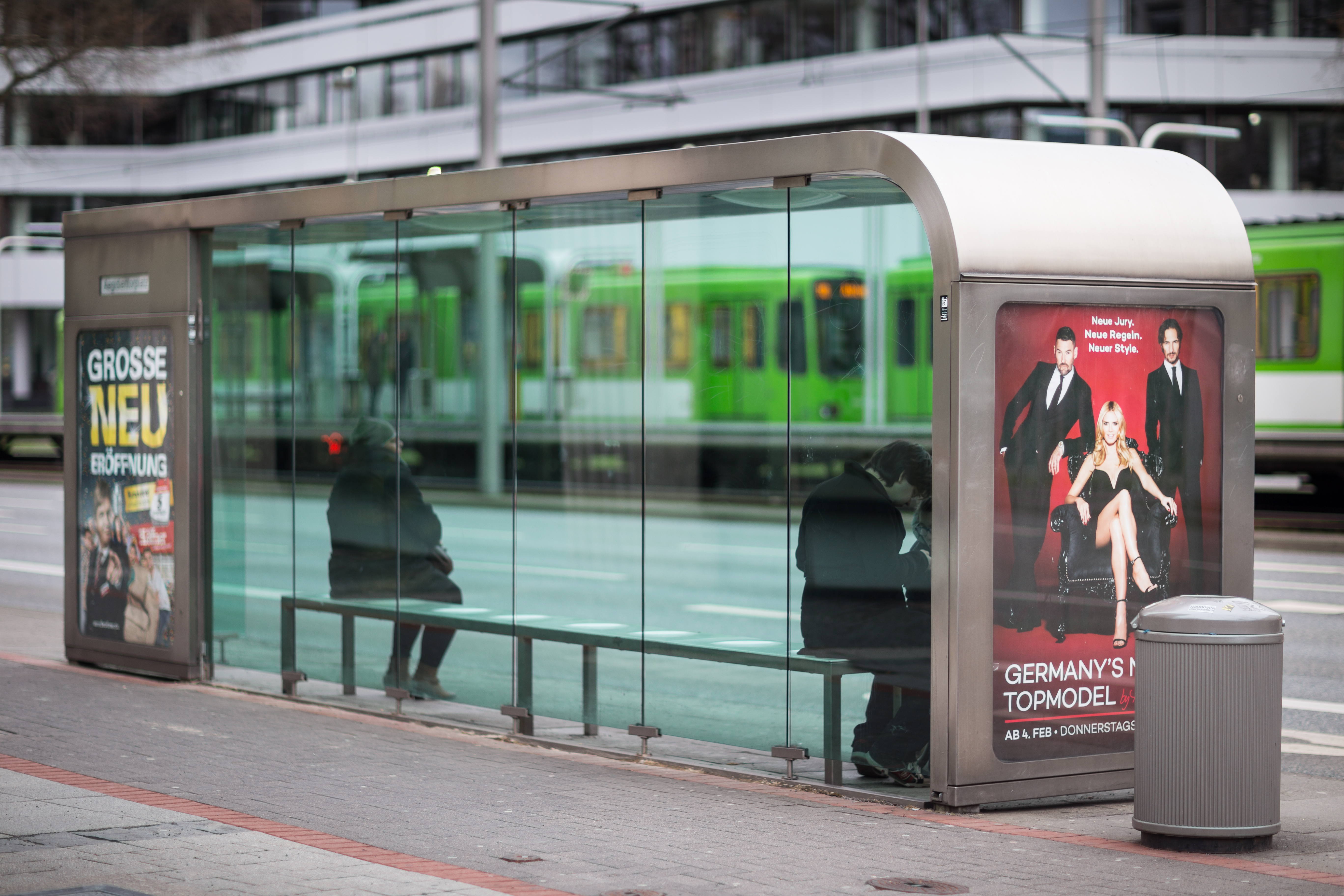
Haltestelle Aegidientorplatz

Eher unauffällig und funktionell mutet das Häuschen der Haltestelle Aegidientorplatz der Buslinien 100 und 120 des Designers Jasper Morrison an (Lage). Der Platz ist ein zentraler Verkehrsknoten am Rande der Innenstadt und geprägt durch Büro- und Bankgebäude. Hinter dem Häuschen befindet sich ein Zugang zur U-Bahn-Station Aegidientorplatz.
Von Morrison stammt das Design der Stadtbahnen TW 2000.

### Rathaus/Friedrichswall

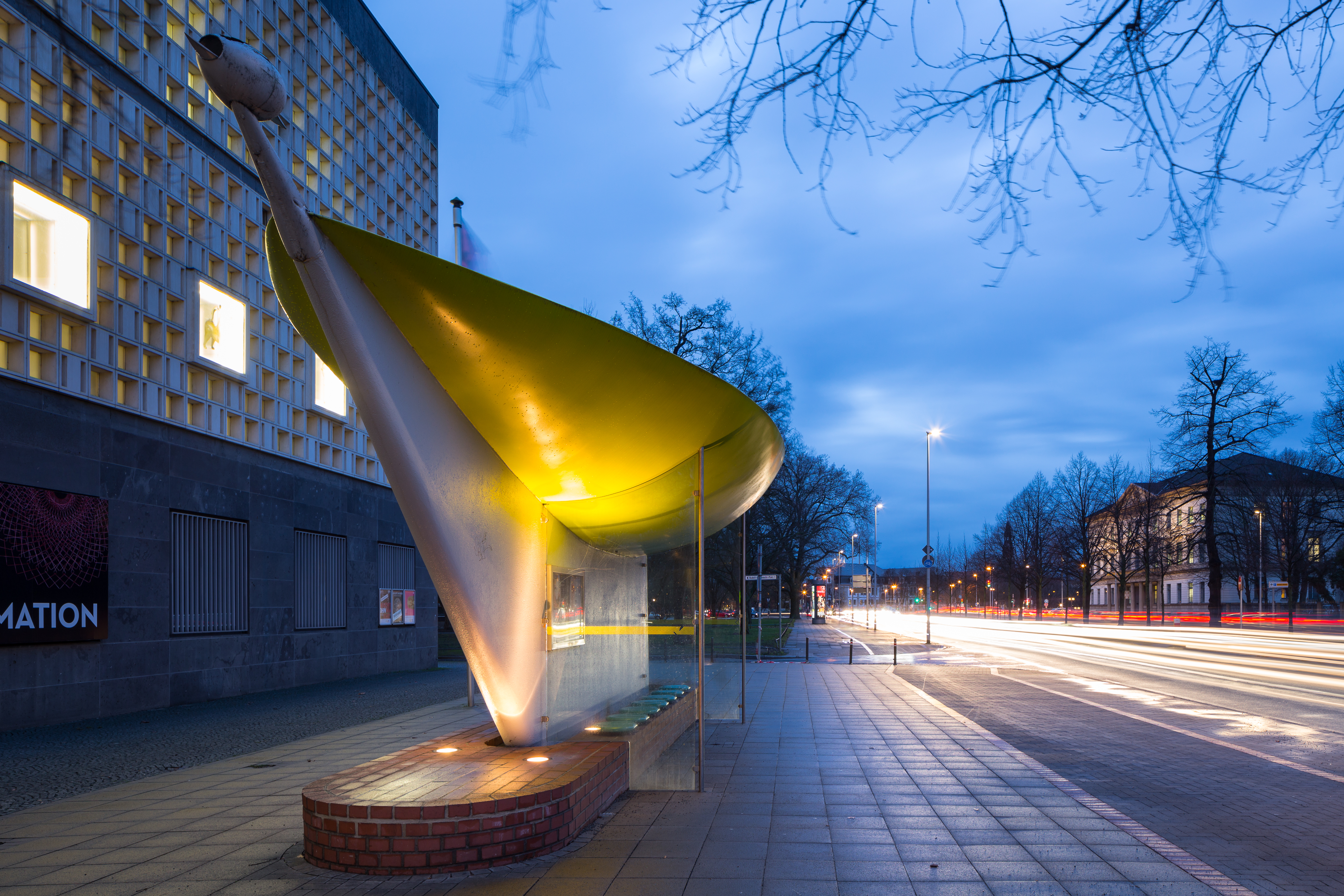
Haltestelle Rathaus / Friedrichswall am neuen Standort vor dem Museum August Kestner

Für die Haltestelle Friedrichswall/Culemannstraße der Buslinie 120 auf dem Friedrichswall vor dem Wangenheimpalais entwarf Massimo Iosa Ghini ein futuristisches grünes Luft-Boot. Die Haltestelle wurde für die Richtung Waterlooplatz fahrenden Busse auf dem Busfahrstreifen auf dem viel befahrenen Innenstadtring eingerichtet (alte Lage). Durch den hier beginnenden Maschpark mit dem Neuen Rathaus liegt sie zugleich im Grünen.
Im März 2013 wurde die sanierungsbedürftige Busspur in diesem Abschnitt entfernt und die beiden Haltestellen Friedrichswall/Culemannstraße und Rathaus/Osterstraße durch die dazwischen liegende neue Haltestelle Rathaus/Friedrichswall ersetzt. Das Busstop-Häuschen wurde an den Fahrbahnrand vor das Museum August Kestner versetzt und dient nunmehr den Richtung Aegidientorplatz fahrenden Buslinien. Es ist damit das erste Häuschen des Projektes Busstops, das umgesetzt wurde.
Ghini gestaltete vor der Expo 2000 die größte U-Bahn-Station Kröpcke neu.

## Sonstiges
2013/14 entstanden im österreichischen Dorf Krumbach (Vorarlberg) im Rahmen des Projekts BUS:STOP sieben von internationalen Architekturbüros entworfene Bushaltestellenhäuschen („Bushüsle“).